# Phyllium elegans
Phyllium elegans är en insektsart som beskrevs av Detlef Grösser 1991. Phyllium elegans ingår i släktet Phyllium och familjen Phylliidae. Inga underarter finns listade i Catalogue of Life.